# خوردي مونتاداس
خوردي مونتاداس (بالإسبانية: Jordi Matamala) (18 مايو 1976 بفيلوفي دي أونيار في إسبانيا - ) هو لاعب كرة قدم إسباني في مركز الوسط. شارك مع منتخب كاتالونيا لكرة القدم. أما مع النوادي، فقد لعب مع ريكرياتيفو ونادي أوسبيتاليت ونادي جيرونا ونادي بالاموس ‏.

## وصلات خارجية
- خوردي مونتاداس على موقع قاعدة بيانات كرة القدم.إي يو (الإنجليزية)
- خوردي مونتاداس على موقع Soccerway.com (الإنجليزية)
- خوردي مونتاداس على موقع AS.com (الإسبانية)